# Symphyomitra glossophylla
Symphyomitra glossophylla là một loài rêu trong họ Acrobolbaceae. Loài này được Spruce mô tả khoa học đầu tiên năm 1885.